# Keinohrhasen
Keinohrhasen ist eine deutsche Liebeskomödie von und mit Til Schweiger. Die Produktion entstand nach einem Drehbuch Schweigers und der Autorin Anika Decker und handelt vom Berliner Boulevardreporter Ludo Decker, der nach einem öffentlichen Fauxpas zu 300 Sozialstunden in einem Kinderhort verurteilt wird und dort auf seine ehemalige Mitschülerin Anna, gespielt von Nora Tschirner, trifft. Der Film startete am 20. Dezember 2007 in den deutschen Kinos. Der Film belegt Platz 13 der Liste der erfolgreichsten deutschen Filme in Deutschland seit Beginn der offiziellen Zuschauerzählung 1968.

## Handlung
Ludo Decker ist ein Berliner Boulevardreporter und täglich mit Fotograf Moritz unterwegs, um Prominente für die Tageszeitung „Das Blatt“ zu beobachten. Dies nutzt er auch gern für flüchtige Sexkontakte. Bei einem Interview mit Jürgen Vogel werden sie von diesem jedoch mit einer erfundenen Geschichte über Schönheitsoperationen hereingelegt, was ihm Ärger mit seinem Chefredakteur einbringt.
Als Wladimir Klitschko Yvonne Catterfeld in einem Hotel-Ballsaal einen Heiratsantrag machen will, sind Ludo und Moritz vor Ort, um darüber zu berichten und ihren Schnitzer wieder wettzumachen. Ludo bricht dabei durch die Glaskuppel über dem Saal und fällt in die Torte. Die nicht ganz unparteiische Richterin verurteilt ihn daraufhin zu 300 Sozialstunden in einem Kinderhort. Sollte er sich dort nicht bewähren, würde eine achtmonatige Gefängnisstrafe vollstreckt.
Im Kinderhort begegnet Ludo der Leiterin Anna Gotzlowski. Anna wuchs mit Ludo im selben Viertel auf und wurde während ihrer Kindheit von ihm immer wieder verspottet und sogar misshandelt, indem er sie beispielsweise von einer Gruppe Kinder festhalten ließ, um ihr Magnetsteine gegen die Zahnspange zu werfen. Sie beschließt, Ludos damalige Gemeinheiten zu erwidern, indem sie ihn mit unangenehmen Aufgaben betraut und drangsaliert. Beide streiten sich zwar immer wieder, jedoch kann sich Ludo kaum wehren, da sonst der Widerruf seiner Bewährung droht. Er ist weiterhin an neuen Frauenbekanntschaften interessiert und schläft unter anderem mit der nymphomanen Mutter eines der im Hort betreuten Kinder.
Zu allem Überfluss nimmt Anna den schwierigen Sohn Lollo von Ludos Schwester auf. Erst als sie Lollo, der sich mit einem Dartpfeil im Kopf verletzt hat, gemeinsam ins Krankenhaus bringen, arbeiten sie zum ersten Mal als Team zusammen. So kommen sie sich nach und nach näher und begraben, auch nachdem sich Anna eher unbeholfen für ihr bisheriges Verhalten entschuldigt hat, das Kriegsbeil. Sie beginnen, sich außerhalb des Horts zu treffen, Zeit miteinander zu verbringen und zu reden. Auch die Arbeit im Hort wird Ludo nach und nach sympathischer. Nachdem eines Abends Annas Verabredung mit einem Mann scheitert, klingelt sie betrunken an Ludos Wohnungstür, um sich trösten zu lassen. Die beiden landen im Bett und verbringen die Nacht miteinander. Zwar verneinen beide zunächst den Wunsch nach einer Beziehung, da sie jedoch bis zum Rest von Ludos Zeit im Hort viel miteinander zu tun haben, entsteht zumindest bei Anna die Hoffnung auf mehr. Diese wird jedoch vorerst enttäuscht und auch ihr Versuch, Ludo ihre Liebe zu erklären, scheitert.
Als Ludo bei einem weiteren One-Night-Stand von Anna überrascht wird und sie sich weinend zurückzieht, wird ihm nach und nach klar, dass er mehr für Anna empfindet, als er wahrhaben wollte. Einige Zeit später geht diese eine Beziehung mit Jürgen Vogel ein. Schließlich sprengt er eine Vorstellung während eines Kinderfestivals im Renaissance-Theater und gesteht Anna, die mit den Kindern aus ihrem Hort im Publikum sitzt, dass er sie liebt.

## Hintergrund

### Entstehung
Das Budget des Films belief sich auf 4,2 Millionen Euro. Zum ersten Mal stand Til Schweiger gemeinsam mit seinen vier Kindern vor der Kamera. Die Szenen mit Nora Tschirner und Jürgen Vogel auf dem Roten Teppich beim Deutschen Filmpreis wurden während der Zeremonie beim Deutschen Filmpreis 2007 gedreht. Keinohrhasen feierte am 24. November 2007 in Berlin Weltpremiere und startete am 20. Dezember 2007 in den deutschen Kinos.

### Altersfreigabe
Der Film hatte ursprünglich die Altersfreigabe FSK 6. Bild am Sonntag titelte dazu am 13. Januar 2008: „Zu viel Sex!“ Das Blatt berichtete, dass zahlreiche Eltern gegen die Freigabe ab sechs Jahren protestierten, da es in den Dialogen extrem anzüglich und vulgär zugehe. Harald Martenstein kritisierte die Entscheidung der FSK in der Zeit und im Tagesspiegel: Mit ihrer Begründung, kleine Kinder würden Sexszenen und vulgäre Kommentare ohnehin nicht verstehen, hätte die FSK auch die 100 Tage von Sodom [sic] ab sechs freigeben können. Daraufhin nutzten das Bundesfamilienministerium, das hessische Sozialministerium (beide CDU-geführt) und das Sozialministerium von Schleswig-Holstein (SPD-geführt) ihr selten gebrauchtes Appellationsrecht und erreichten eine Neuprüfung des Films. Durch den FSK-Appellationsausschuss wurde die Freigabe ab 1. Februar 2008 auf FSK 12 angehoben. Begründet wurde dieses mit der teilweise sexualisierten, derben Ausdrucksweise.

### Bedeutung des Filmtitels und der Namen
Beim Basteln im Kinderhort näht Ludo einen Stoffhasen ohne Ohren. Als Anna ihn deshalb kritisiert, weist er sie darauf hin, dass der von Hortkind Cheyenne-Blue gebastelte Hase ebenfalls keine Ohren habe. Anna behauptet daraufhin, dass Cheyenne-Blues Hase keine Ohren habe, weil er ein „Keinohrhase“ sei, der durch die Nase hören könne. Diese Szene wurde auch für den ersten Teaser verwendet.
Der Vorname „Ludo“ bedeutet im Lateinischen „ich spiele“.
Die Rolle des Gauklers Bello spielt auf den Film Herr Bello an, in dem Armin Rohde die menschliche Inkarnation eines Hundes mimt, der nach dem Einnehmen eines Zaubertrankes zeitweise mutiert.

### Besetzung
Jürgen Vogel, Barbara Schöneberger, Wladimir Klitschko und Yvonne Catterfeld spielen sich im Film in Gastauftritten selbst, wobei Catterfeld in der Realität nie mit Klitschko liiert war. Zudem hat Schweiger seinen vier Kindern Kurzauftritte ermöglicht. Neben Emma Schweiger ist seine Tochter Lilli ebenfalls als Kindergartenkind zu sehen, Luna Schweiger spielt in einer Rückblende die junge Anna, Schweigers Sohn Valentin den jungen Ludo. Die Schauspielerin in dem Schwarzweißfilm, der in einer Szene bei Ludo im Fernsehen läuft, ist Tyra Misoux, eine deutsche Pornodarstellerin.

### Musik
In einer Version des Musikvideos des Titelsongs Apologize von „Timbaland presents OneRepublic“ werden Ausschnitte aus dem Film verwendet.
Neben Instrumentalstücken der drei Künstler Stefan Hansen, Dirk Reichardt und Mirko Schaffer finden sich auf dem Soundtrack zum Film zudem Songs von The Killers (Jacques Lu Cont's Thin White Duke Radio Remix von Mr. Brightside), Rea Garvey (Hold Me Now), Keane (Everybody's Changing), Angels & Airwaves, Prefab Sprout, Bloc Party, Au Revoir Simone und Kashmir.
Beim Text der Hip-Hop-Musik zum Kinderfest im Theater handelt es sich um die Ballade Der Zauberlehrling von Johann Wolfgang von Goethe, die vom Musikprojekt Junge Dichter und Denker neu aufgenommen wurde.

### Juristische Auseinandersetzungen mit der Drehbuchautorin
Die Drehbuchautorin Anika Decker erhob wegen Nachforderungen aufgrund des großen Erfolges dieses Films Klage vor dem Berliner Landgericht. Aus den Regelungen des § 32a des Urheberrechtsgesetzes – dem sogenannten Fairness-Paragrafen – kann ihr als Urheberin im Nachhinein ein Anspruch auf eine angemessene Beteiligung an den Erträgen eines Werkes erwachsen. Sie hatte seinerzeit 17.500 Euro Honorar für das Drehbuch erhalten sowie eine nicht vertraglich vereinbarte Zahlung in Höhe von 32.500 Euro. Für ein Kinodrehbuch würden üblicherweise zwischen 80.000 und 120.000 Euro gezahlt zuzüglich Erfolgsbeteiligung; für einen Tatort gebe es 65.000 Euro. Da dieser Film ein großer Kinoerfolg gewesen sei, stehe ihr wohl eine hohe Nachzahlung zu. Sie gewann in erster Instanz und erzielte eine Offenlegung der Umsätze.

## Kritik
Nach den Verrissen seiner früheren Filme verweigerte Schweiger eine allgemeine Pressevorführung. Er äußerte in einem Gespräch, dass ihm manche Kritiker „richtig auf den Sack“ gingen. In der Welt beklagte Hanns-Georg Rodek, einerseits habe Schweiger Pressevorführungen vor dem Kinostart verweigert, er versuche andererseits aber, die Medien mittels Interviews und Glamourfotos für die Lancierung seiner Produktion einzuspannen. „Daraus spricht die Geisteshaltung des Ein-Nacht-Sex: alle Vorteile abgreifen, jedes Risiko vermeiden.“ Es gebe noch Medien, die Selbstachtung hätten und sich nicht instrumentalisieren ließen. Ins gleiche Horn stieß Peter Zander in der Berliner Morgenpost. Beide Zeitungen verzichteten darauf, den Film zu bewerten.

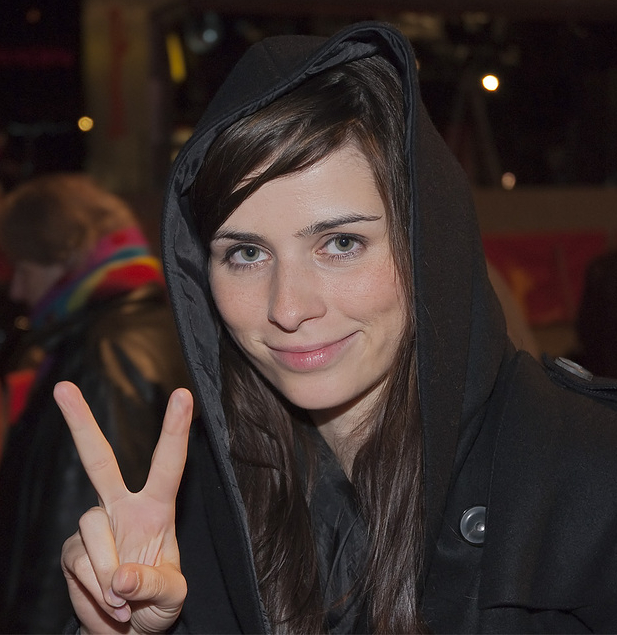
Nora Tschirner erntete positive Kritiken für ihre Darstellung.

Der film-dienst fand Keinohrhasen alles andere als perfekt, doch meistens tue Schweiger das Richtige und finde „eine entwaffnende Balance zwischen ernsthaften Gefühlen und inszenatorischer Schamlosigkeit“; so gelinge ihm die beste deutsche Komödie seit Sonnenallee. Lob gab es für Tschirner, Kavanian, Schweighöfer und besonders für Vogel. Als unterhaltsam und über Strecken temporeich schätzte die Stuttgarter Zeitung die Komödie ein. Allerdings sei die Handlung „etwas konstruiert“, und über Annas Psychologie denke man besser nicht nach. In Deutschland eine Seltenheit sei ein „wirklich unterhaltsames Kino mit souveränen Darstellern, schönen Bildern, einem tollen Soundtrack und einer sympathischen Story,“ meinte der General-Anzeiger (Bonn). Der ansteckende Spaß, der schon in der ersten Szene überzeuge, hänge aber in den dramatischen Szenen durch, und nicht alle Gastauftritte seien gelungen. Cinema bezeichnete den Film als „warmherzig und skurril“ und leichtverdaulich. Schweiger zeige „sein Gespür für großartige Nebendarsteller und abgedrehte Situationskomik,“ und Tschirner treffe mit ihrer Darstellung mitten ins Herz. Ein „wunderbares Ensemble“ lobte der Focus. Zwar bestehe die Ausgangslage aus genreüblichen Konstrukten und Klischees, doch entwickle Schweiger daraus mit „omnipotenter Souveränität“ eine „charmante Chuzpe, lässige Leichtigkeit und kuriose Komik.“ Leider seien einige Szenen „mit massiver Musik-Power“ zugekleistert.
Gemischter waren einige andere Kritiken. So freute sich epd Film über die Lachnummer Vogels zu Beginn. Die erste Filmhälfte biete „jenen süßen Cocktail aus prickelndem Dialogwitz, nicht allzu tief gelegtem Geblödel und Selbstironie […], den man sonst in deutschen Filmen so vermisst.“ Nachdem das Paar jedoch allzu schnell zueinandergefunden habe, werde der Film uninteressant, die Handlung vorhersehbar und gleichzeitig sei es nicht nachvollziehbar, warum die zwei zum Paar werden. An der lauten „Ami-Musik“ störte sich epd Film ebenso wie daran, dass Schweiger sich selber im besten Licht präsentiere und Tschirner die längste Zeit hässlich aussehen lasse. Die Frankfurter Allgemeine Zeitung urteilte, manche Einzelszenen hätten Witz und Charme, und Vogels Auftritt sei zum Brüllen. Einige Gags in der konstruierten und schwach motivierten Handlung seien überflüssig. Ein „halblustiger“ Film „mit durchaus witzigen Szenen – aber auch mit einigen Längen und schweißtreibendem Kitsch“ war Keinohrhasen für die Neue Zürcher Zeitung.
Der Standard nannte ihn ein „seichtes Filmchen“, dem einiges fehle. Der Spiegel bedauerte, dass die Komödie zwar gelungene Pointen enthalte, doch selbst die zerdehne Schweiger, bis nichts mehr zu lachen bleibe. Unglaubwürdig sei es, dass gemäß Drehbuch an Tschirner kein Mann Interesse haben soll und dass sich Ludo und Anna aus der Schulzeit kennen sollen, war doch Tschirner 26 und Schweiger 44 Jahre alt. Die schüchterne Anna entspreche einem „muffigen Rollenmuster“. Der Darsteller-Regisseur sei offenbar besonders stolz auf sein Gesäß, das er nackt vorzeigt. Die Zeitschrift ulkte, Klitschko werde im Film „recht überzeugend dargestellt von Klitschko persönlich.“

## Erfolg
| Land        | Besucher 2007 | Besucher 2008 | Insgesamt |
| ----------- | ------------- | ------------- | --------- |
| Deutschland | 1.407.336     | 4.878.676     | 6.286.012 |
| Österreich  | 77.707        | 244.843       | 322.550   |
| Schweiz     | 35.651        | –             | 35.651    |

Keinohrhasen erreichte bereits binnen der ersten Vorführwoche mehr als 400.000 Besucher und konnte sich damit unmittelbar auf Platz 1 der deutschen Kinocharts platzieren. Der Film hielt sich weitere zwei Wochen an der Spitze der Tabellen und verbuchte bereits innerhalb des ersten Monats knapp vier Millionen Zuschauer. Bis November 2008 sahen rund 6,3 Millionen Besucher den Film im Kino. Die Produktion avancierte in den deutschen Kinos damit nach David Yates Harry Potter und der Orden des Phönix (2007) zur zweiterfolgreichsten Filmproduktion des Jahres 2007 sowie zur erfolgreichsten deutschen Produktion seit Michael „Bully“ Herbigs (T)Raumschiff Surprise – Periode 1 (2004). Der Film rangiert auf Platz 13 der Liste der erfolgreichsten deutschen Filme in Deutschland seit Beginn der offiziellen Zuschauerzählung 1968 und spielte insgesamt rund 81 Millionen Dollar (knapp 60 Millionen Euro) ein.
Die zugehörige DVD avancierte beim Onlinehändler Amazon.de im Folgejahr zum meistverkauften Titel der letzten zehn Jahre. Im deutschen Free-TV konnte man Keinohrhasen erstmals am 5. April 2010 um 20.15 Uhr auf Sat.1 sehen.

## Auszeichnungen
Nachdem die Deutsche Filmakademie seinen Film nicht für den Deutschen Filmpreis nominiert hatte, da die eingereichten DVDs mit Wasserzeichen nicht für die Nominierung akzeptiert wurden, erklärte Schweiger seinen Austritt aus der Akademie. Als der Film mit dem Ernst-Lubitsch-Preis ausgezeichnet wurde, spielte Vorjahressieger Jürgen Vogel auf dieses Verhalten Schweigers an und meinte, der Preis werde Schweiger wohl nun besänftigen.
- 2008
  - Goldene Leinwand mit Stern für über 6 Millionen Kinobesucher
  - Bogey in Gold für 3 Millionen Kinobesucher in 30 Tagen
  - Deutscher Comedypreis in der Kategorie Beste Kino-Komödie
  - Ernst-Lubitsch-Preis
  - Bambi
- 2010
  - Bronze Palm Award auf dem Mexico International Film Festival 2010[31]
- Die Deutsche Film- und Medienbewertung FBW in Wiesbaden verlieh dem Film das Prädikat wertvoll.

## Nachfolgende Filme
Die Fortsetzung zu Keinohrhasen ist der im Dezember 2009 angelaufene Film Zweiohrküken. Im Vorfeld der Veröffentlichung von Schweigers Film Kokowääh (2011) ließ Warner Bros. Pictures Germany verlauten, dass der Kinostarttermin für einen dritten Teil der Serie auf den 22. Dezember 2011 fiele.
Im Herbst 2013 wurde mit Keinohrhase und Zweiohrküken ein Animationsfilm veröffentlicht, der auf Kinder als Publikum abzielt. Schweiger übernahm auch hier die Regie und sprach die Rolle des Keinohrhasen.
Newmarket Entertainment sicherte sich 2010 die Rechte für ein US-amerikanisches Remake des Filmes.

### Buch zum Film
- Til Schweiger, Anika Decker: Zweiohrküken. Das Buch zum Film. Mit Bonusmaterial zu Keinohrhasen. Ullstein, Berlin 2009, 253 S., ISBN 978-3-548-28243-5.

### Kritikenspiegel
Eher positiv
- Cinema Nr. 1/2008, S. 47, von Philipp Schulze: Ein Womanizer im Liebesstress
- film-dienst Nr. 1/2008, S. 33, von Michael Kohler: Keinohrhasen
- Focus, 17. Dezember 2007, S. 66, von Harald Pauli: Mauerblümchen-Sex
- General-Anzeiger (Bonn), 20. Dezember 2007, S. 27, von Bärbel Schnell: Vom Boulevard in den Kindergarten
- Stuttgarter Zeitung, 22. Dezember 2007, S. 34, von ukr: Aversion wird Liebe

Gemischt
- epd Film Nr. 1/2008, S. 39, von Birgit Roschy: Keinohrhasen
- Frankfurter Allgemeine Zeitung, 22. Dezember 2007, S. 35, von Michael Althen: Unter Kindern
- Neue Zürcher Zeitung, 27. Dezember 2007, S. 41, Kurzkritik von Alexandra Stäheli: Keinohrhasen

Negativ
- Der Spiegel, 17. Dezember 2007, S. 164, von Martin Wolf: Der letzte Lacher
- Der Standard, 19. Dezember 2007, S. 32, Kurzkritik von irr: Beziehungskistchen